# Mistrzostwa Świata w Snowboardzie 2011 – snowcross mężczyzn
Mężczyźni w drugiej konkurencji snowboardowej rywalizowali o mistrzostwo świata 18 stycznia w La Molina – Alabaus. Mistrzostwa świata sprzed dwóch lat nie obronił Austriak Markus Schairer. Nowym mistrzem a zarazem pierwszym reprezentantem Australii, który zdobył złoty medal w snowcrossie został Alex Pullin.

## Wyniki

### Kwalifikacje
| Pozycja                                                                                  | Nr  | Zawodnik                | Państwo          | Zjazd 1 | Zjazd 2 | Uwagi |
| ---------------------------------------------------------------------------------------- | --- | ----------------------- | ---------------- | ------- | ------- | ----- |
| 1                                                                                        | 48  | Markus Schairer         | Austria          | 54.69   | 53.83   | Q     |
| 2                                                                                        | 47  | Pierre Vaultier         | Francja          | 55.03   | 54.41   | Q     |
| 3                                                                                        | 34  | Luca Matteotti          | Włochy           | 54.95   | 54.47   | Q     |
| 4                                                                                        | 38  | Alex Pullin             | Australia        | 54.55   | 1:06.67 | Q     |
| 5                                                                                        | 56  | Emanuel Perathoner      | Włochy           | 54.61   | 55.24   | Q     |
| 6                                                                                        | 60  | William Bankes          | Francja          | 54.86   | 54.78   | Q     |
| 7                                                                                        | 55  | Konstantin Schad        | Niemcy           | 55.05   | 55.87   | Q     |
| 8                                                                                        | 36  | Alberto Schiavon        | Włochy           | 55.65   | 55.09   | Q     |
| 9                                                                                        | 54  | Omar Visintin           | Włochy           | 55.23   | 55.10   | Q     |
| 10                                                                                       | 41  | Nate Holland            | USA              | 55.60   | 55.22   | Q     |
| 11                                                                                       | 49  | Fabio Caduff            | Szwajcaria       | 55.83   | 55.28   | Q     |
| 12                                                                                       | 51  | Alex Deibold            | USA              | 55.31   | 56.34   | Q     |
| 13                                                                                       | 39  | Tony Ramoin             | Francja          | 55.41   | 55.84   | Q     |
| 14                                                                                       | 44  | Paul-Henri de Le Rue    | Francja          | 55.43   | DSQ     | Q     |
| 15                                                                                       | 46  | David Speiser           | Niemcy           | 55.96   | 55.44   | Q     |
| 16                                                                                       | 42  | Jonathan Cheever        | USA              | 55.62   | 55.70   | Q     |
| 17                                                                                       | 37  | Michael Haemmerle       | Austria          | 55.88   | 55.63   | Q     |
| 18                                                                                       | 43  | Mateusz Ligocki         | Polska           | 56.84   | 55.66   | Q     |
| 19                                                                                       | 73  | Anton Lindfors          | Francja          | 55.69   | 55.85   | Q     |
| 20                                                                                       | 64  | Hanno Douschan          | Austria          | 55.69   | 56.25   | Q     |
| 21                                                                                       | 45  | Seth Wescott            | USA              | 56.04   | 55.72   | Q     |
| 22                                                                                       | 35  | François Boivin         | Kanada           | 55.74   | 56.29   | Q     |
| 23                                                                                       | 65  | David Bakeš             | Czechy           | DNF     | 55.75   | Q     |
| 24                                                                                       | 40  | Kevin Hill              | Kanada           | 56.21   | 56.08   | Q     |
| 25                                                                                       | 53  | James Marvin            | Szwajcaria       | 56.10   | 56.45   | Q     |
| 26                                                                                       | 68  | Michal Novotný          | Czechy           | 56.50   | 56.13   | Q     |
| 27                                                                                       | 70  | Cleve Johnson           | Holandia         | 56.16   | 56.62   | Q     |
| 28                                                                                       | 63  | Joachim Havikhagen      | Norwegia         | 56.53   | 56.17   | Q     |
| 29                                                                                       | 69  | Hans Reichen            | Szwajcaria       | 56.45   | 56.18   | Q     |
| 30                                                                                       | 33  | Tom Velisek             | Kanada           | 56.30   | 56.83   | Q     |
| 31                                                                                       | 66  | Rok Rogelj              | Słowenia         | 56.46   | 56.36   | Q     |
| 32                                                                                       | 52  | Andrey Bołdykow         | Rosja            | 56.40   | 56.91   | Q     |
| 33                                                                                       | 79  | Emil Novak              | Czechy           | 56.54   | 56.79   |       |
| 34                                                                                       | 59  | Nikolay Olyunin         | Rosja            | 57.07   | 56.56   |       |
| 35                                                                                       | 57  | Maciej Jodko            | Polska           | 56.70   | 56.57   |       |
| 36                                                                                       | 71  | Stian Sivertzen         | Norwegia         | DSQ     | 56.79   |       |
| 37                                                                                       | 89  | Regino Hernández Martín | Hiszpania        | 57.58   | 56.86   |       |
| 38                                                                                       | 50  | Dan Csokonay            | Kanada           | 57.00   | 57.82   |       |
| 39                                                                                       | 58  | Mathias Schoepf         | Austria          | 57.83   | 57.01   |       |
| 40                                                                                       | 67  | Toms Vasins             | Łotwa            | 57.37   | 57.13   |       |
| 41                                                                                       | 62  | Alexis Tsokos           | Niemcy           | 57.86   | 57.17   |       |
| 42                                                                                       | 86  | Elias Koivumaa          | Finlandia        | 58.23   | 57.36   |       |
| 43                                                                                       | 83  | Jakub Flejsar           | Czechy           | 1:01.26 | 57.36   |       |
| 44                                                                                       | 61  | Matija Mihic            | Słowenia         | 58.69   | 57.56   |       |
| 45                                                                                       | 80  | Jussi Taka              | Finlandia        | 57.76   | 58.63   |       |
| 46                                                                                       | 72  | Tim Watter              | Szwajcaria       | 1:01.58 | 57.88   |       |
| 47                                                                                       | 94  | Geza Kinda              | Rumunia          | 58.18   | 57.93   |       |
| 48                                                                                       | 85  | Shinya Momono           | Japonia          | 59.27   | 58.32   |       |
| 49                                                                                       | 90  | Vitali Kartsew          | Rosja            | 58.59   | 58.52   |       |
| 50                                                                                       | 75  | Marcin Bocian           | Polska           | 1:03.47 | 58.62   |       |
| 51                                                                                       | 81  | Lucas Eguibar           | Hiszpania        | 58.77   | 59.27   |       |
| 52                                                                                       | 87  | Laro Herrero            | Hiszpania        | 59.12   | 58.80   |       |
| 53                                                                                       | 82  | Anton Czepkawos         | Rosja            | 59.35   | 58.93   |       |
| 54                                                                                       | 78  | Franco Ruffini          | Argentyna        | 59.01   | 1:04.96 |       |
| 55                                                                                       | 88  | Thomas Bankes           | Wielka Brytania  | 1:05.07 | 59.03   |       |
| 56                                                                                       | 76  | Inaqui Irarrazabal      | Chile            | 59.20   | 59.07   |       |
| 57                                                                                       | 74  | Magnar Freimuth         | Estonia          | 1:01.29 | 59.67   |       |
| 58                                                                                       | 84  | Harold Haekkinen        | Finlandia        | 1:00.55 | 1:00.32 |       |
| 59                                                                                       | 91  | Lucas Saez              | Hiszpania        | 1:00.60 | 1:04.80 |       |
| 60                                                                                       | 77  | Ivar Kruusenberg        | Estonia          | 1:14.09 | 1:01.99 |       |
| 61                                                                                       | 98  | Aleksiej Vakurin        | Kirgistan        | 1:12.87 | 1:07.44 |       |
| 62                                                                                       | 97  | Timur Gubaev            | Kirgistan        | 1:11.70 | DNS     |       |
| 63                                                                                       | 101 | Razvan Dumbava          | Rumunia          | 1:15.76 | DNS     |       |
| 64                                                                                       | 100 | Nicki Randeris Lund     | Dania            | 1:16.67 | 1:18.73 |       |
|                                                                                          | 96  | Andrei Subran           | Rumunia          | DNF     | DNS     |       |
|                                                                                          | 93  | Anastassios Zarkadas    | Grecja           | DNF     | DNS     |       |
|                                                                                          | 99  | Vladimir Komissarov     | Kirgistan        | DNS     | DNS     |       |
|                                                                                          | 95  | Andrey Vakurin          | Kirgistan        | DNS     | DNS     |       |
|                                                                                          | 92  | Woo Jin-yong            | Korea Południowa | DNS     | DNS     |       |
| DNF – nie ukończył DNS – nie wystartował DSQ – zdyskwalifikowany Q – awans do 1/8 finału |     |                         |                  |         |         |       |

## Faza Finałowa

### 1/8 Finału
Do 1/8 Finału zakwalifikowało się 32 zawodników.
| Pozycja | Nr | Zawodnik          | Państwo | Uwagi |
| ------- | -- | ----------------- | ------- | ----- |
| 1       | 1  | Markus Schairer   | Austria | Q     |
| 2       | 16 | Jonathan Cheever  | USA     | Q     |
| 3       | 17 | Michael Haemmerle | Austria |       |
| 4       | 32 | Andrey Bołdykow   | Rosja   |       |

| Pozycja | Nr | Zawodnik         | Państwo    | Uwagi |
| ------- | -- | ---------------- | ---------- | ----- |
| 1       | 8  | Alberto Schiavon | Włochy     | Q     |
| 2       | 24 | Kevin Hill       | Kanada     | Q     |
| 3       | 25 | James Marvin     | Szwajcaria |       |
| 4       | 9  | Omar Visintin    | Włochy     |       |

| Pozycja | Nr | Zawodnik           | Państwo  | Uwagi |
| ------- | -- | ------------------ | -------- | ----- |
| 1       | 21 | Seth Wescott       | USA      | Q     |
| 2       | 28 | Joachim Havikhagen | Norwegia | Q     |
| 3       | 5  | Emanuel Perathoner | Włochy   |       |
| 4       | 12 | Alex Deibold       | USA      |       |

| Pozycja | Nr | Zawodnik       | Państwo    | Uwagi |
| ------- | -- | -------------- | ---------- | ----- |
| 1       | 4  | Alex Pullin    | Australia  | Q     |
| 2       | 29 | Hans Reichen   | Szwajcaria | Q     |
| 3       | 20 | Hanno Douschan | Austria    |       |
| 4       | 13 | Tony Ramoin    | Francja    |       |

| Pozycja | Nr | Zawodnik             | Państwo | Uwagi |
| ------- | -- | -------------------- | ------- | ----- |
| 1       | 3  | Luca Matteotti       | Włochy  | Q     |
| 2       | 14 | Paul-Henri de Le Rue | Francja | Q     |
| 3       | 19 | Anton Lindfors       | Francja |       |
| 4       | 30 | Tom Velisek          | Kanada  |       |

| Pozycja | Nr | Zawodnik        | Państwo    | Uwagi |
| ------- | -- | --------------- | ---------- | ----- |
| 1       | 22 | François Boivin | Kanada     | Q     |
| 2       | 6  | William Bankes  | Francja    | Q     |
| 3       | 11 | Fabio Caduff    | Szwajcaria |       |
| 4       | 27 | Cleve Johnson   | Holandia   |       |

| Pozycja | Nr | Zawodnik         | Państwo | Uwagi |
| ------- | -- | ---------------- | ------- | ----- |
| 1       | 26 | Michal Novotný   | Czechy  | Q     |
| 2       | 10 | Nate Holland     | USA     | Q     |
| 3       | 7  | Konstantin Schad | Niemcy  |       |
| 4       | 23 | David Bakeš      | Czechy  |       |

| Pozycja | Nr | Zawodnik        | Państwo  | Uwagi |
| ------- | -- | --------------- | -------- | ----- |
| 1       | 2  | Pierre Vaultier | Francja  | Q     |
| 2       | 15 | David Speiser   | Niemcy   | Q     |
| 3       | 31 | Rok Rogelj      | Słowenia |       |
| 4       | 18 | Mateusz Ligocki | Polska   |       |

### Ćwierćfinał
| Pozycja | Nr | Zawodnik         | Państwo   | Uwagi |
| ------- | -- | ---------------- | --------- | ----- |
| 1       | 8  | Alberto Schiavon | Włochy    | Q     |
| 2       | 16 | Jonathan Cheever | USA       | Q     |
| 3       | 1  | Markus Schairer  | Austria\| |       |
| 4       | 24 | Kevin Hill       | Kanada    |       |

| Pozycja | Nr | Zawodnik           | Państwo    | Uwagi |
| ------- | -- | ------------------ | ---------- | ----- |
| 1       | 4  | Alex Pullin        | Australia  | Q     |
| 2       | 21 | Seth Wescott       | USA        | Q     |
| 3       | 28 | Joachim Havikhagen | Norwegia   |       |
| 4       | 29 | Hans Reichen       | Szwajcaria |       |

| Pozycja | Nr | Zawodnik             | Państwo | Uwagi |
| ------- | -- | -------------------- | ------- | ----- |
| 1       | 3  | Luca Matteotti       | Włochy  | Q     |
| 2       | 22 | François Boivin      | Kanada  | Q     |
| 3       | 14 | Paul-Henri de Le Rue | Francja |       |
| 4       | 6  | William Bankes       | Francja |       |

| Pozycja | Nr | Zawodnik        | Państwo | Uwagi |
| ------- | -- | --------------- | ------- | ----- |
| 1       | 2  | Pierre Vaultier | Francja | Q     |
| 2       | 10 | Nate Holland    | USA     | Q     |
| 3       | 15 | David Speiser   | Niemcy  |       |
| 4       | 26 | Michal Novotný  | Czechy  |       |

### Półfinał
| Pozycja | Nr | Zawodnik         | Państwo   | Uwagi |
| ------- | -- | ---------------- | --------- | ----- |
| 1       | 21 | Seth Wescott     | USA       | DF    |
| 2       | 4  | Alex Pullin      | Australia | DF    |
| 3       | 16 | Jonathan Cheever | USA       | MF    |
| 4       | 8  | Alberto Schiavon | Włochy    | MF    |

| Pozycja | Nr | Zawodnik        | Państwo | Uwagi |
| ------- | -- | --------------- | ------- | ----- |
| 1       | 3  | Luca Matteotti  | Włochy  | DF    |
| 2       | 10 | Nate Holland    | USA     | DF    |
| 3       | 22 | François Boivin | Kanada  | MF    |
| 4       | 2  | Pierre Vaultier | Francja | MF    |

### Finał
Mały Finał
| Pozycja | Nr | Zawodnik         | Państwo |
| ------- | -- | ---------------- | ------- |
| 5       | 2  | Pierre Vaultier  | Francja |
| 6       | 8  | Alberto Schiavon | Włochy  |
| 7       | 22 | François Boivin  | Kanada  |
| 8       | 16 | Jonathan Cheever | USA     |

Finał
| Pozycja | Nr | Zawodnik       | Państwo   |
| ------- | -- | -------------- | --------- |
|         | 4  | Alex Pullin    | Australia |
|         | 21 | Seth Wescott   | USA       |
|         | 10 | Nate Holland   | USA       |
| 4       | 3  | Luca Matteotti | Włochy    |